# カワサキプレシジョンマシナリ
株式会社カワサキプレシジョンマシナリ（英字Kawasaki Precision Machinery、略称 KPM）は、かつて神戸市西区に本社を構え、油圧機器および関連機械/装置を製造してた企業。川崎重工業の100%子会社として分離されていたが、現在は川崎重工業に再統合され、精密機械・ロボットカンパニー内「精密機械ディビジョン」となっている。

## 沿革
- 1916年　旧川崎造船所の現神戸工場でヘルショウ形ラジアルピストンポンプを製造。
- 1924年　電動油圧舵取機完成。
- 1936年　スクリューポンプの製作販売を開始。
- 1950年　紡糸用歯車ポンプの製作販売を開始。
- 1962年　斜軸形アキシャルピストンポンプ・モータの製造販売を開始。
- 1968年　西神戸工場を新設、移転。油圧機械事業部発足。斜板形アキシャルピストンポンプ・モータを開発。
- 1976年　高圧形スクリューポンプを製作販売を開始。
- 1986年　川重ハイドロリック株式会社を設立し、油圧機械事業部製品の サービス・メンテナンス業務を移管。
- 1987年　事業部名を精機事業部と改称。
- 1993年　イギリスにKawasaki Precision Machinery(UK) Ltd.を設立し、Staffa Motorの生産を開始、アメリカに米国、Kawasaki Motors Corp.,USAにPrecision Machinery Divisionを設立し、米国における販売拠点を確保 、同国のSun Hydraulics Corporationとカートリッジ弁の販売提携を結ぶ。
- 1994年　ノルウェーの審査登録機関DNVより、ISO 9001の認証を取得。
- 1996年　TPM継続事業場賞を受賞。
- 1997年　フランスのPoclain Hydraulics s.a.と多行程モータの販売提携を結ぶ。中国の上海液圧ポンプ厰と油圧機器に関するサービス協定を締結。
- 1998年　ノルウェーの審査登録機関DNVより、ISO 14001の認証を獲得。TPM継続事業場賞を受賞。
- 2001年　事業部名を精機ビジネスセンターと改称。
- 2002年　川崎重工業より分社化。
- 2010年　川崎重工業と経営統合し、本社工場は川崎重工業精密機械カンパニー西神戸工場となる。
- 2018年　川崎重工業精密機械・ロボットカンパニー　精密機械ビジネスセンターに改称
- 2020年　川崎重工業精密機械・ロボットカンパニー　精密機械ディビジョンに改称

## 製品

### 油圧機器
- 斜板形斜軸形アキシャルピストンポンプ
- スクリューポンプ
- 精密ギアポンプ
- 斜板形アキシャルピストンモータ
- 方向制御弁
- 圧力制御弁
- 流量制御弁
- ロジック弁
- カートリッジ弁
- 電気-油圧制御弁
- サンドイッチ弁
- 建機・車両用制御弁
- 低速高トルクラジアルピストンモータ
- フィルター
- フィルターエレメント
- アキュムレータ

### 主な需要分野・アプリケーション
- 油圧ショベル
- クローラクレーン
- アースドリル／パイルドライバ
- ラフテレーンクレーン
- トラック搭載クレーン
- トラクター、田植機/コンバイン
- フォークリフト
- ごみ収集車
- 陸用ウインチ装置

## 舶用油圧装置
- タンカー
- RO-RO船
- 作業船
- 舵取機
- 甲板機械
- デッキクレーン
- ハッチカバー開閉装置
- ストリッピングポンプ駆動用油圧装置
- 漁労用各種ウインチ

## 産業機械用油圧装置
- プラスチック加工機械
- 鍛圧機械
- 製鉄機械
- 発電設備
- トンネル掘削機
- エレベータ
- 工作機械
- 精密ギヤポンプ
- 低騒音システム
- 立体駐車場用油圧ユニット
- 制御システム

## カメラスタビライザ
- 船舶搭載
- 自動車・ヘリコプタ搭載

## 本社所在地
神戸市西区櫨谷町松本234番地